# والدو ستوري
والدو ستوري (بالإنجليزية: Thomas Waldo Story)‏ هو نحات وفنان أمريكي، ولد في 1855 في روما في إيطاليا، وتوفي في 1915 في نيويورك في الولايات المتحدة.

## معرض صور

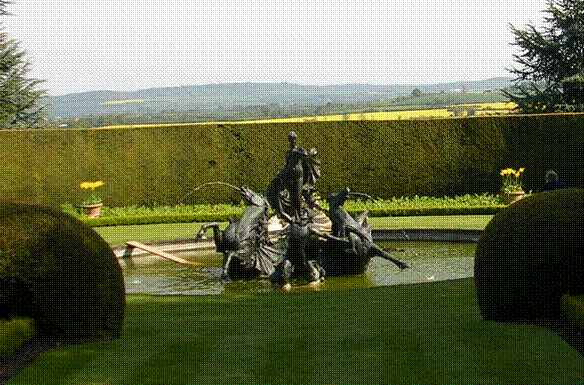
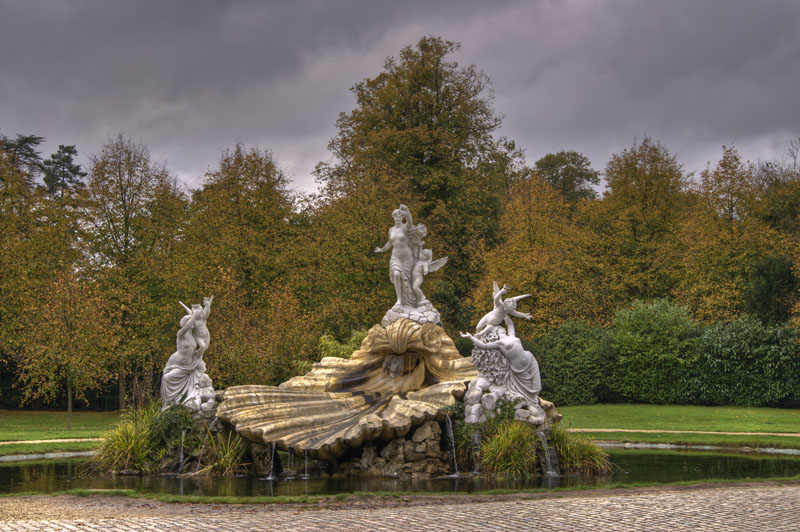
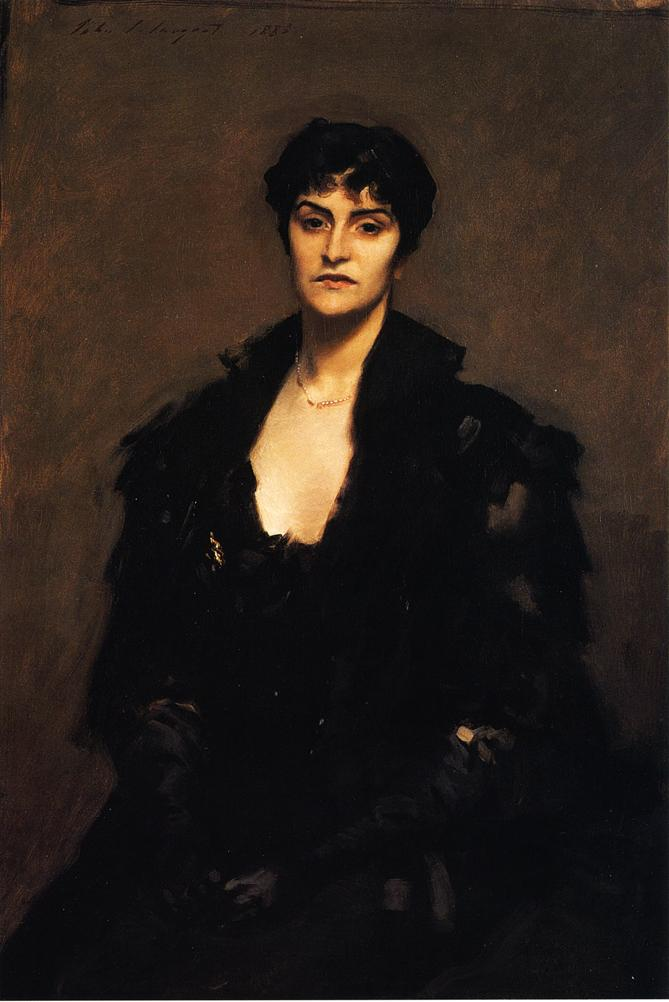